# Holophaea caerulea
Holophaea caerulea är en fjärilsart som beskrevs av Druce 1898. Holophaea caerulea ingår i släktet Holophaea och familjen björnspinnare. Inga underarter finns listade i Catalogue of Life.